# Проверка на статистическа хипотеза
Проверката на статистическа хипотеза представлява метод за вземане на решения въз основа на данни от научно изследване. В статистиката даден резултат се нарича статистически значим, ако е малко вероятно да бъде резултат на случайност – толкова малко, колкото е предварително определеното равнище на значимост.